# Camille Pin
Camille Pin (Nizza, 1981. július 25. –) francia teniszezőnő. Profi pályafutását 1999-ben kezdte. Nyolc egyéni és két páros ITF-tornát nyert. Legjobb világranglistán elért eredménye a hatvanegyedik hely volt, ezt 2007 januárjában érte el.

## Eredményei Grand Slam-tornákon

### Egyéniben
| Torna           | 2009   | 2008   | 2007   | 2006   | 2005   | 2004   | 2003   | 2002   | 2001   |
| --------------- | ------ | ------ | ------ | ------ | ------ | ------ | ------ | ------ | ------ |
| Australian Open | 1. kör | 2. kör | 1. kör | 2. kör | 1. kör | 2. kör | 1. kör | -      | -      |
| Roland Garros   |        | 1. kör | 1. kör | 1. kör | 1. kör | 1. kör | 1. kör | 1. kör | 1. kör |
| Wimbledon       |        | 1. kör | 1. kör | 1. kör | -      | -      | -      | -      | -      |
| US Open         |        | 1. kör | 2. kör | 1. kör | 1. kör | 1. kör | -      | -      | -      |

## Év végi világranglista-helyezései
| Év       | 1996 | 1997 | 1998 | 1999 | 2000 | 2001 | 2002 | 2003 | 2004 | 2005 | 2006 | 2007 | 2008 |
| Helyezés | 781. | 721. | 452. | 405. | 280. | 178. | 135. | 220. | 98.  | 113. | 76.  | 77.  | 86.  |